# HF Norrköping
HF Norrköping hette en handbollsklubb som säsongen 1997/1998 och 1998/1999 spelade i elitserien för damer.
Första spelåret i elitserien fick klubben tabellraden 16  4  0  12  8p. Andra spelåret blev den 16  2  1  13   5p. Andra spelåret blev slutet för elitserieäventyret. Klubben ligger på 38:e plats i maratontabellen för högsta damserien med 13 inspelade poäng. Efter att klubben hade åkt ur elitserien lämnade flera av de bättre spelarna klubben, bland annat Åsa Lundmark (86 landskamper) som lämnade för Sävsjö HK 1999-2000 men sedan  blev proffs i danska Horsens. HF Norrköping spelar 1999/2000 i division 2 mellansvenska södra och kommer trea i den serien men efter spelårets slut väljer man att sluta i spela för HF Norrköping.
Spelåret efter lämnade damsektionen HF Norrköping och gick till Norrköpings Kvinnliga IK. På Norrköpings KvIK hemsida under rubriken historia kan man läsa följande : "2000. Vid styrelsesammanträde med NKIKs styrelse den 27 april 2000 beslutades enhälligt att godkänna att HFNs dam- flicklag ansluter sig till NKIK och på den vägen är det.". Herrlagen fortsatte i HF Norrköping. Man startade samarbete med andra Norrköpingsklubbar NAIS, Ramunder och Hultic. Resultatet blev att HF Norrköping försvann som klubb. HFN tränarna Magnus Sjöberg och Bosse Magnusson startade Norrköpings HK som är den klubb som lyckats bäst och nu spelar i division 2.